# هرم پلکانی
یک هرم پلکانی سازه‌ای به شکل هرم است که به صورت پله‌ای و طبقه طبقه ساخته شده باشد. چنین سازه‌هایی در چندین فرهنگ و تمدن باستانی دیده می‌شوند و اغلب در اندازه‌های بزرگ با لایه‌های سنگی ساخته می‌شدند. هرم‌های پلکانی در مصر باستان بعدها به هرم‌های بزرگ و «کامل» تغییر شکل دادند.

## میان‌رودان

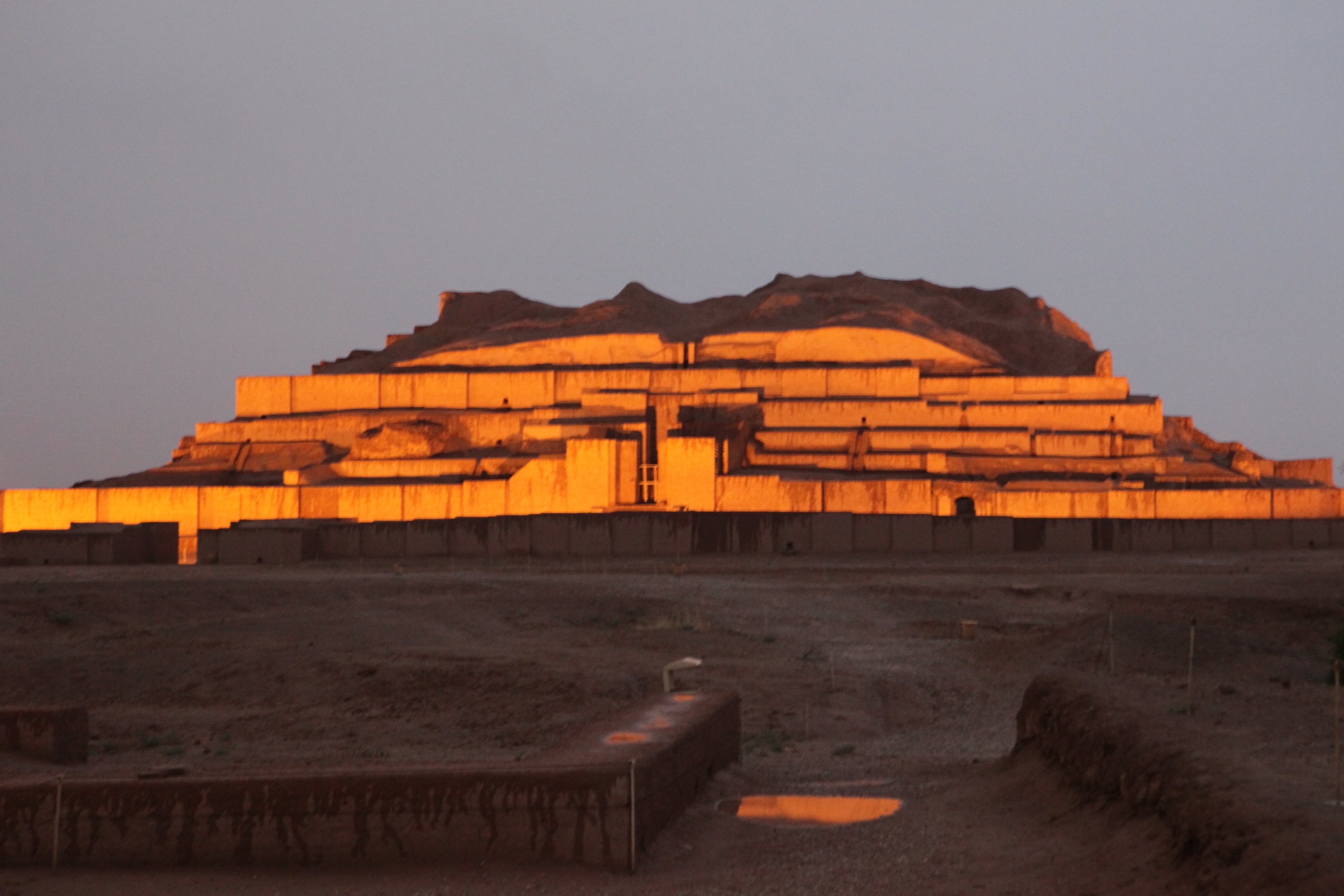
چغازنبیل در استان خوزستان ایران به جا مانده از تمدن ایلام

زیگورات‌ها سازه‌های بسیار بزرگ مذهبی بودند که در منطقه میان‌رودان و غرب فلات ایران به شکل هرم‌های پلکانی ساخته می‌شدند. تعداد ۳۲ زیگورات شناخته شده در منطقه وجود دارند که ۲۸ تای آن‌ها در عراق و ۴ تایشان در ایران هستند. از جمله نامدارترین زیگورات‌ها می‌توان به زیگورات اور در نزدیکی ناصریه در عراق، چغازنبیل در خوزستان، و تپه سیلک در کاشان اشاره کرد.
ساخت زیگورات در تمدن سومر، بابلیان، ایلامیان، و آشوریان به عنوان پرستشگاه مرسوم بوده. نخستین زیگورات‌ها به احتمالی به واپسین سال‌های دوره دودمانی نخستین سومر می‌رسند. این سازه‌ها به شکلی دایره‌وار به دور یک مرکز، که از جنس آجر گلین پخته‌شده در زیر نور آفتاب بوده، ساخته می‌شدند و نمای بیرونی آن‌ها با آجرهای پخته شده در آتش آماده می‌شده. نما اغلب با رنگ‌های گوناگون پوشانده می‌شده و به احتمال بسیار هدف‌های ستاره‌شناسانه داشته. تعداد لایه‌های هرم از دو تا هفت عدد تغییر می‌کرده و هرم در بالا به پرستشگاهی برای خورشید می‌رسیده. این هرم‌ها با نام‌هایی چون «تپه آسمان» و «کوه خدایان» نیز خوانده می‌شدند.

## مصر باستان

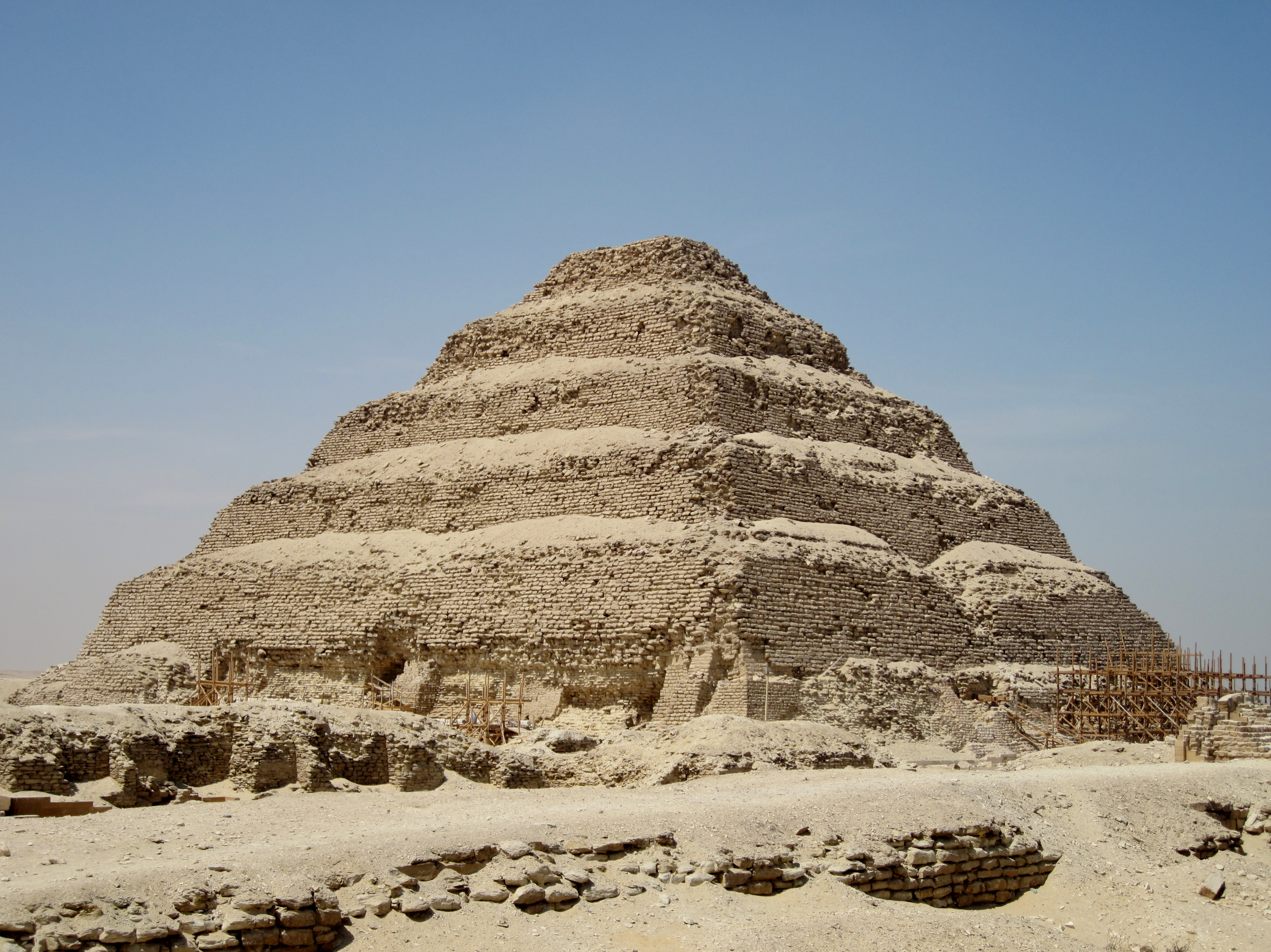
هرم جوزر

هرم پلکانی مرحله‌ای میانی در فرگشت هرم‌ها به سوی هرم کامل در مصر باستان بود. مصریان سازه‌های هرمی چون هرم خمیده (برای فرعون سنفرو از دودمان چهارم) و مصطبه را پیشتر ساخته و آزموده بودند تا آنکه به ساخت سازه‌های بزرگ و کاملی چون مجموعه اهرام جیزه رسیدند.
نخستین هرم پلکانی در دوره شاه جوزر و توسط وزیر دانشمندش ایمهوتپ در سقاره و در نخستین سال‌های دودمان سوم از پادشاهی کهن ساخته شد. مصرشناسان بر این باورند که این هرم در چند مرحله ساخته شد: پیش از همه مصطبه‌ای عادی که برای همه فرعون‌های این دوره ساخته می‌شده، به پایان رسیده؛ سپس این مصطبه گسترش داده شده تا زیربنای آن سطح مورد نیاز برای بالا بردن یک هرم را پیدا کرده باشد؛ در پایان، چندین مصطبه، که به ترتیب بالا رفتن کوچکتر می‌شدند، بر روی هم قرار گرفته‌اند تا تشکیل سازهٔ پایانی را داده‌اند.

## آمریکای پیشاکلمبی

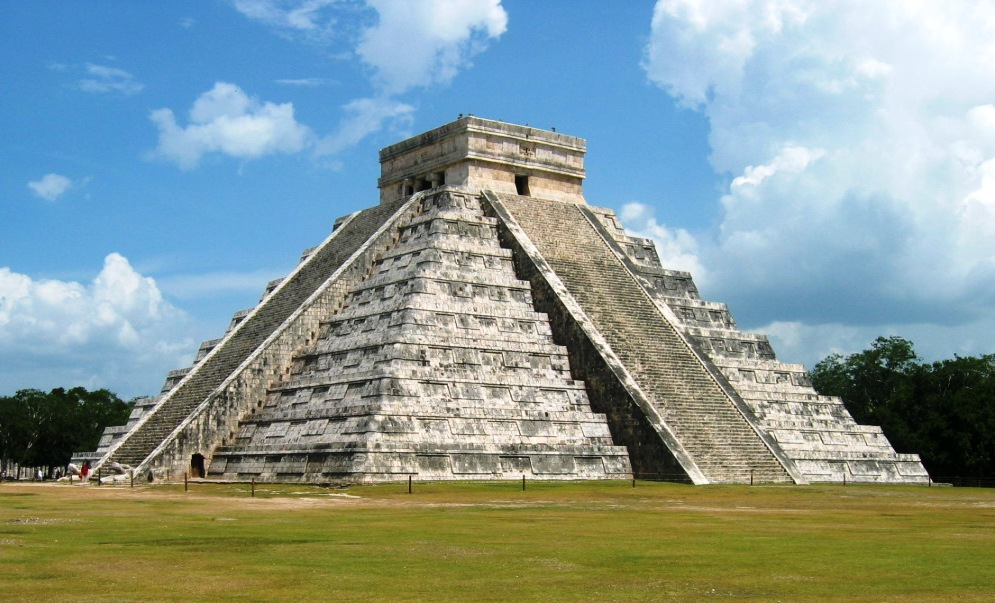
چیچن ایتزا از تمدن مایا

هرم‌های پلکانی در چندین تمدن پپیشاکلمبی در آمریکای جنوبی، به ویژه در آمریکای میانه، ساخته می‌شدند. بیشترین هرم‌های ساخته شده از تمدن‌های اولمک و آزتک بر جای مانده‌اند.

## نوشتارهای مرتبط
- مصطبه
- هرم